# Estación de Hasselt
La estación de Hasselt es una estación de tren belga situada en Tongeren, en la provincia del Brabante Flamenco, región Flamenca.
Pertenece a la línea  de S-Trein Lieja.

## Situación ferroviaria
La estación se encuentra en la línea 34 (Lieja-Hasselt).

## Intermodalidad
| Línea | Recorrido              | Andén |
| ----- | ---------------------- | ----- |
| 1     | Hasselt ↔ Genk         | 12    |
| 3     | Hasselt ↔ Heers        | 11    |
| 4     | Hasselt ↔ Tongeren     | 12    |
| 5     | Hasselt ↔ Sint-Truiden | 11    |
| 11    | Maaseik ↔ Hasselt      | 14    |
| 16    | Hasselt ↔ Maaseik      | 8     |
| 18a   | Hasselt ↔ Achel        | 9     |
| 20a   | Hasselt ↔ Maastricht   | 10    |
| 21a   | Hasselt ↔ Landen       | 14    |
| 22    | Hasselt ↔ Beringen     | 8     |
| 23    | Hasselt ↔ Beringen     | 8     |
| 35    | Hasselt ↔ Genk         | 14    |
| 35c   | Hasselt ↔ Diest        | 13    |
| 36    | Genk ↔ Hasselt         | 7     |
| 38    | Hasselt ↔ Heers        | 12    |
| 45    | Hasselt ↔ Maastricht   | 7     |
| 46    | Hasselt ↔ Genk         | 13    |
| 51    | Hasselt ↔ Heusden      | 11    |
| 52    | Beringen ↔ Hasselt     | 8     |
| 91    | Hasselt ↔ Hulst        | 13    |
| 104   | Hasselt ↔ Tongeren     | 12    |
| 105   | Hasselt ↔ Sint-Truiden | 11    |
| 180   | Hasselt ↔ Lommel       | 9     |
| 182   | Hasselt ↔ Achel        | 9     |
| 299   | Hasselt ↔ Geel         | 13    |

| Línea | Recorrido         | Andén |
| ----- | ----------------- | ----- |
| AL    | Station ↔ Station | 2     |
| BP    | Station ↔ Station | 19    |
| CP    | Station ↔ Station | 19    |

| Línea | Recorrido                 | Andén |
| ----- | ------------------------- | ----- |
| H01   | Kermt ↔ Station           | 2     |
| H10   | Stevoort ↔ Station        | 2     |
| H11   | Alverberg ↔ Station       | 20    |
| H12   | Spalveek ↔ Station        | 2     |
| H13   | Kuringen ↔ Station        | 2     |
| H14   | Kiewit ↔ Station          | 3     |
| H15   | Godsheide ↔ Station       | 4     |
| H16   | Rapertingen ↔ Station     | 4     |
| H17   | Winnertingen ↔ Station    | 5     |
| H18   | Sint-Lambrechts ↔ Station | 5     |
| H19   | Runkst ↔ Station          | 6     |
| H21   | Stokrooie ↔ Station       | 2     |
| H31   | Kiewit ↔ Station          | 3     |
| H41   | Godsheide ↔ Station       | 3     |
| H51   | Rapertingen ↔ Station     | 4     |
| H61   | Rapertingen ↔ Station     | 4     |
| H71   | Sint-Lambrechts ↔ Station | 5     |
| H81   | Kuringen ↔ Station        | 5     |
| H91   | Kuringen ↔ Station        | 6     |